# Queijo do reino
O queijo do reino é uma variedade de queijo semiduro e maturado brasileiro, sendo considerado o primeiro queijo curado industrializado do Brasil. Seu nome surge da relação com os queijos importados da Europa no século XIX, que assim como a pimenta-do-reino e farinha-do-reino eram considerados artigos de luxo. 
Originalmente buscava se assemelhar ao queijo Edam holandês, mas sua aclimatação no Brasil acabou por criar um paladar próprio, mais forte e encorpado, que hoje é considerado um patrimônio culinário nacional. Acredita-se que sua origem venha da época em que Portugal enviava vinhos em tonéis de madeira para a Holanda e depois reaproveitavam esses tonéis para trazer queijos Edam, de modo que os queijos passavam a ter uma tradicional coloração rósea. Depois, na exportação de Portugal ao Brasil esses queijos eram parafinados e embalados numa lata de folha de flandres de modo a aguentar o longo período de viagem até o Brasil, que em média durava cerca de 3 meses. Dessa maneira, o laticínio chega ao Brasil com aroma e sabor muito mais forte e apurado do que seu parente holandês, de onde não se pode mais considerar como o mesmo queijo.
Apesar de não ser mais necessário o transporte marítimo, o queijo do reino é conhecido por suas latas finamente ilustradas e sua coloração rosácea, que no Brasil é tingido com corante à base de urucum. Posteriormente, seu consumo se popularizou entre as classes mais abastadas do país e hoje em dia é amplamente consumido, principalmente nas épocas de Natal e de festas juninas.

## História
No período em que permaneceu no Brasil, a partir de 1808, a corte portuguesa buscava manter seus hábitos e costumes europeus principalmente por meio da importação via Portugal de produtos, entre eles o queijo Edam da Holanda, que eram conhecidos por seu luxo. A origem de seu nome "Queijo do Reino" seria em virtude justamente de ser fabricado para consumo dos nobres do Reino de Portugal, em sua estadia no Brasil. Esses produtos foram apelidados de produtos do reino, como a Pimenta-do-reino, e mesmo a Farinha de trigo, que na época era chamada de Farinha do Reino, lembrando que no Brasil por muito tempo houve apenas a farinha de mandioca, de milho e o polvilho como farináceos.

Mais tarde, com o objetivo de suprir a demanda pelos queijos dos nobres portugueses., o português Carlos Pereira de Sá Fortes foi à Europa para estudar sua produção e de lá contratou dois técnicos holandeses para montar uma fábrica de laticínios na cidade de Palmyra, Minas Gerais, criando em 1888 a Cia de Lacticínios da Mantiqueira, empresa brasileira pioneira na produção de produtos industrializados do leite, afinal, até então, a produção de queijo era feita apenas de forma artesanal para subsistência, principalmente de queijo minas, não curado. A localização da empresa buscou um riacho às margens do Rio Pinho, pela proximidade a uma cachoeira, de modo a permitir gerar energia elétrica para esta indústria usando um moinho. Sua produção se iniciou justamente fazendo um queijo para se assemelhar ao queijo holandês Edam.
"Glória há de toda espécie, nenhuma tão útil ao bem geral como a do homem, que consegue, através de todos os sacrifícios, implantar uma nova indústria, uma nova cultura, um ramo de comércio, que alarga o horizonte às classes laboriosas e abre mercados e riquezas desaproveitadas". Américo Werneck, Secretário da Agricultura em relatório de sua visita oficial à Fábrica da Mantiqueira para o Governo do Estado em 1900. 
Ao fim da empreitada, os próprios técnicos que ajudaram na construção da fábrica, ao invés de voltar à Europa, acabaram por fundar outra empresa nas proximidades, criando em 1º de abril de 1907, quase 20 anos depois, a Cia de Lacticínios Alberto Boeke, Jong e Cia. que após alguns anos de grande crescimento compraram a Cia de Lacticínios original. 
Em 1914 foi montada em Palmyra uma metalúrgica, a Cia Gráfica de Palmyra, voltada para equipamentos, embalagens de queijo e manteiga, confecção de latões e tanques para laticínios, estamparia e litografia de folhas, empresa de Alberto Boeke, João Neves Sobrinho e Antonio Ladeira que modernizou tornando-se a notável Metalgráfica Palmyra S.A., que foi a pioneira na confecção das famosas latas do queijo Reino.
Em 1920, Gaspar Jong retirou-se da sociedade e a Cia foi reorganizada com o nome de “Cia. Alberto Boeke S/A”  chamada pela sigla CLAB, tendo como sócios Alberto Boeke, Antonio Rodrigues Ladeira e José Jong de Almeida. Sendo que Jong passou a produzir o queijo reino sob o nome Jong, que é comercializado até os dias de hoje, apesar de atualmente fazer parte do conglomerado da empresa Vigor.
Pedro Boeke, filho de Alberto, assumiu a empresa de seu pai, porém, por não possuir filhos ou herdeiros, ao final de sua vida vendeu suas ações para um antigo queijeiro da empresa, que havia agora também montado sua fábrica de queijo reino em Santa Amélia (próximo a Mercês), região metropolitana de Belo Horizonte, Minas Gerais, e cujo queijo era vendido sob a marca “Palmyra”. Dessa forma as marcas Palmyra e Borboleta se juntaram sob uma única empresa: a Ribeiro Fonseca Laticínios S/A, que produziu ambos pelos próximos 20 anos. 
Já em 1975, a empresa foi vendida ao grande grupo paulista do empresário Jorge Chammas Neto, dono do grupo Moinho São Jorge, do qual fazia parte a Leite União e que após algumas décadas, já nos anos 2000, acabou por fechar as fábricas em Palmyra (município agora rebatizado de Santos Dumont), fazendo com que o queijo reino praticamente sumisse do mercado. Em 1996, a Ribeiro Fonseca foi fechada e atualmente as marcas Palmyra e Borboleta são produzidas pelo “Laticínio Nosso” localizado na bucólica cidade de Antonio Carlos, próxima a Barbacena cuja indústria ainda preserva as mesmas tecnologias tradicionais de fabricação. 

## Consumo
Nos dias atuais, o queijo do reino é muito consumido no nordeste onde é conhecido como Queijo-de-Cuia, principalmente na Bahia e Pernambuco, e principalmente pelo estado de Pernambuco, a qual responde por 80% do mercado nacional. E ao qual é relacionado com a época da invasão holandesa.
Em Portugal, o conhecido «queijo flamengo», ainda possui a mesma forma arredondada e casca avermelhada, porém o sabor e a textura são completamente diferentes. 
Devido ao grande tempo de maturação, hoje a produção de queijo reino não tem se expandido e muitas marcas têm criados queijos diversos à receita original, com maturação menor principalmente para atender ao paladar do sudeste do Brasil, que aprecia sabores mais suaves. Tal situação levou a pesquisadores a estabelecerem nova empreitada em definir suas características tradicionais de modo a padronizar a produção e até mesmo veicular melhor o produto, do mesmo modo que foi feito com o Queijo canastra, hoje reconhecido mundialmente por sua qualidade e procedência.
As marcas comerciais mais famosas são o Palmyra e o Borboleta, de preço mais elevado, mas hoje também é oferecido por marcas como Jong, MB, Mineirão, Mineirinho, e mesmo de marcas mais baratas como Tyrolez, Quatá, Regina e Piracanjuba.
Esse longo tempo de maturação, em torno de 60 dias, implica que o queijo reino original seja oferecido num preço elevado, de modo que atualmente a indústria tem oferecido outras opções de aspecto semelhante e custo mais acessível, como o Queijo bola, ou o Prato Esférico, que na realidade utilizam massa e receita de queijo prato, originalmente ligado a receita do danbo dinamarques de modo que não podem ser considerados Queijo do Reino.
Sua casca avermelhada é o resultado da mistura com o urucum, produto direto da relação com os índios nativos das América, demonstrando ainda outra diferença entre o queijo reino nacional do brasil e seu parente holandês, que ainda é recoberto de plástico ou parafina colorida.